# 1996 JK
1996 JK är en asteroid i huvudbältet som upptäcktes den 8 maj 1996 av de båda japanska astronomerna Seiji Ueda och Hiroshi Kaneda i Kushiro.
Asteroiden har en diameter på ungefär 13 kilometer och den tillhör asteroidgruppen Eos.